# 後宮信太郎

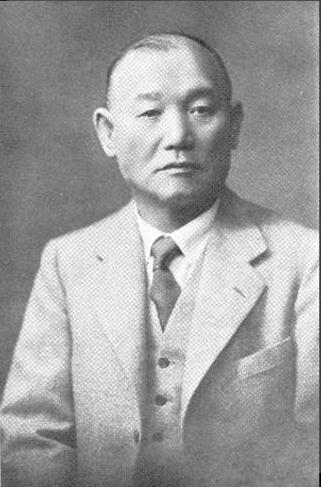
後宮信太郎

後宮 信太郎（うしろく しんたろう、1873年（明治6年）6月17日 - 1960年（昭和35年）5月4日）は、日本統治時代の台湾で活躍した日本の実業家。苗字の読みは「うしろく」だが、「あとみや」とも名乗った。名前は「のぶたろう」とも。実弟に陸軍大将の後宮淳。甥に外交官の後宮虎郎。

## 略歴

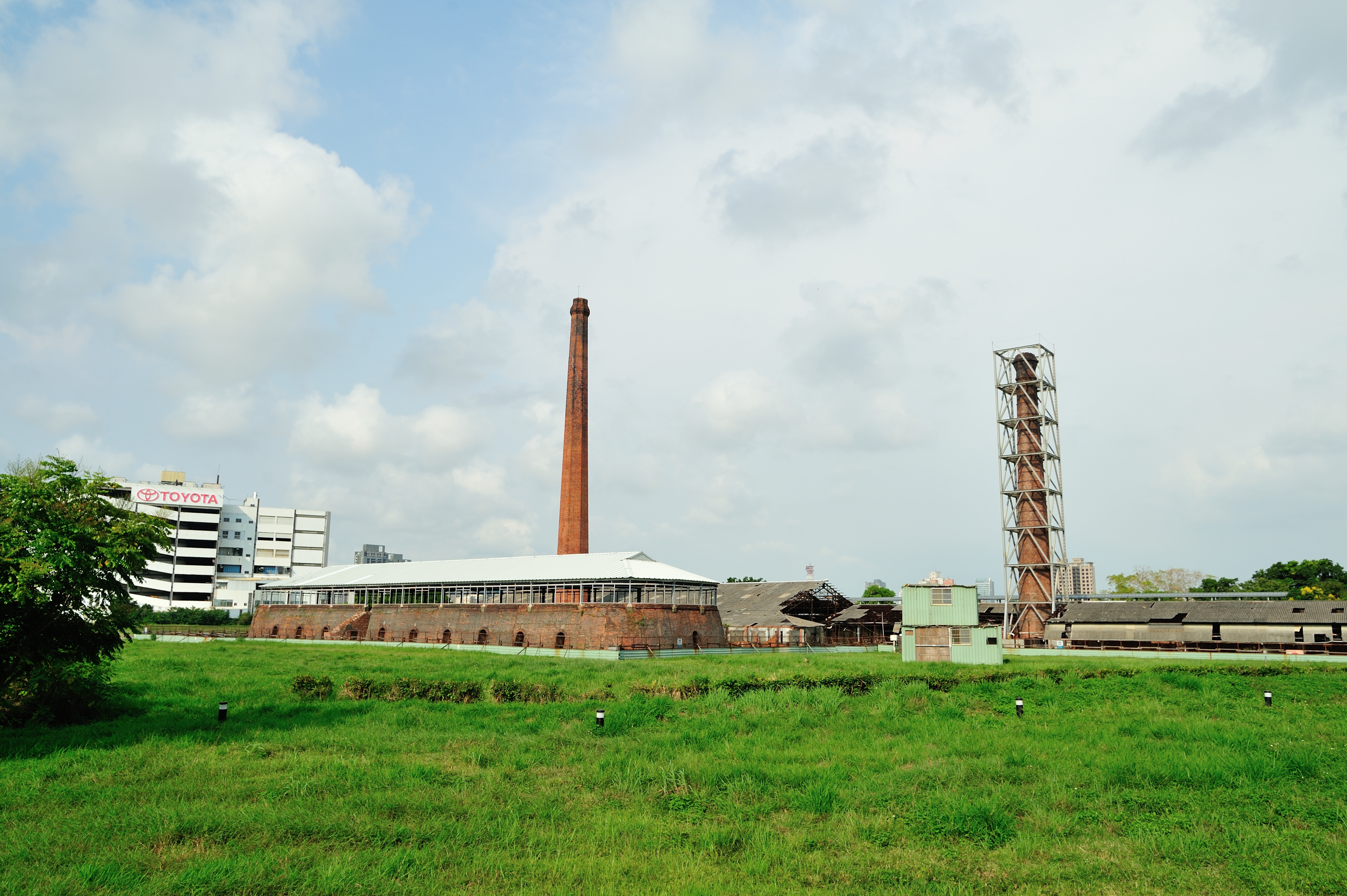
台湾煉瓦株式会社打狗工場（のちに中都唐榮磚窯廠）。国定古蹟として高雄市に保存されている

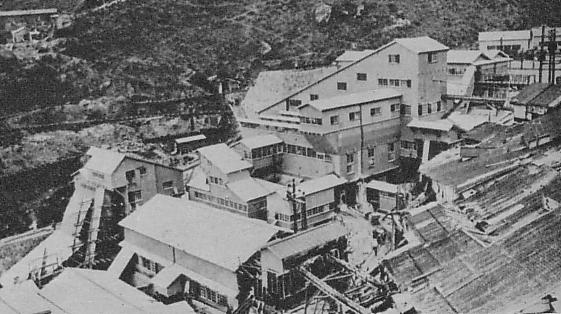
日本統治時代の金瓜石鉱山

京都府北桑田郡神吉村（現・南丹市八木町神吉）にて、地主で農家の後宮力を父に、五男三女の8人兄弟の長男として生まれる。神吉小学校を経て同志社英学校（現・同志社大学）に進学するも、父親が木材事業に失敗したため中退し、神戸の外国商社に勤め、朝鮮への食料品事業の行商人となる。
日本が台湾を割譲された1895年に渡台し、翌年妻トミと結婚。台湾総督府文書課長だった鮫島盛（鮫島武之助の弟）を社長とする建築請負業「鮫島商行」の店員となり、人夫頭として働く。鮫島商行はレンガの生産販売を始める。1903年に社長の鮫島が急死したため事業を引き継ぎ、1913年に台湾煉瓦株式会社と社名を変更して事業の多角化を図り、30以上の工場に新しい技術と設備導入で台湾最大のレンガ事業を展開した。レンガは台北駅、鉄道ホテル、総督府などあらゆるところで使用され、後宮の会社の台湾での市場占有率は七割を占め、一時は台湾のレンガ王とまで呼ばれたが、借金も多く、借金王とも呼ばれた。また、ビール製造の高砂酒造株式会社を設立の発起人に名を連ね、取締役になる。「高砂麦酒（現・台湾ビール）」の名で成功したが、1920年の恐慌で水泡と化した。1919年に南洋華僑の金融機関として華南銀行が設立された際には株主として総会を取り仕切り、台湾商工銀行の重役も務めた。
1925年、金瓜石鉱山を東京の実業家田中長一郎より購入し、金爪石鉱山株式会社の社長に就任。1931年に同鉱山で新金鉱を掘り当て、「金の湧く土」と称されるほど不況下にも盛況を極めた。また朝鮮でも金山を買収し、「金山王」と呼ばれるに至った。なお、同社の取締役には養嫡子の後宮末男や赤司初太郎らも名を連ねる。
レンガ、ビール、金山のほか、北投窯業（松本亀太郎設立の北投陶器所を買収）、台湾製紙（棚瀬軍之佐より買収）、後宮合名会社、台湾製壜など多数の企業を経営し、台北州協議会員、台湾総督府評議会員、台湾商工会議所会頭、台北商工会議所会頭などの要職に選抜されるなど、日本統治時代の在台湾日系資本の要人となる。1932年には日本産業協会総裁の伏見宮博恭王から、植民地開発の功労者として表彰される。
1933年に金爪石鉱山を久原財閥の日本鉱業に株券20万株と現金500万円にて売却し、2000万円（2500万とも。現在の200億円から300億円に相当）を得て以来、九州や朝鮮の事業に投資し、台湾以外でも知られるようになった。日本鉱業株はその後急騰し、さらに巨万の富を得た。これらの収益に対する所得税を脱税し追徴され、台湾での評価を下げたという。同年、本拠を東京に移し、1934年に徳島に東邦人造繊維会社（現・東邦テナックス）、同年、昭和製糖社長の赤司初太郎とともに満洲製糖会社、1938年に新興化学工業、1940年に南日本汽船を設立して社長となり、台湾土地建物、日本アルミニューム（現・日本アルミ）などの監査役など多くの企業に関わった。乳棒島炭鉱山、台湾リアンタイル、台湾ガス、東海自動車両運搬などの取締役社長も務めた。1938年には故郷神吉村の尋常高等小学校改築資金として2万円を寄付し、紺綬褒章を賜わる。
戦後は日本で暮らし、台湾協会会長を務めた。財閥解体令の対象とはならなかったが、外地にあった事業はすべて没収された。脳溢血により86歳で逝去。墓所は多磨霊園。実子はなく養子に末弟の後宮末男と、ブラジルに渡りコーヒー地主となった後宮武雄。武雄の後宮農場は2015年現在子孫によって存続している。

## 関連書
- 『金山王後宮信太郎』台湾実業界社 編纂、蓬莱書院、1934
- 『黄金の人―後宮信太郎伝』西川満、新小説社、1957

## 家族
- 後宮淳：弟（日本の陸軍軍人。最終階級は陸軍大将）
- 後宮俊夫：親戚（日本の海軍軍人、牧師（日本基督教団）、最終階級は海軍大尉。
- 後宮敬爾（霊南坂教会9代目牧師、俊夫の息子）